# Shanghai Synchrotron Radiation Facility
Die Shanghai Synchrotron Radiation Facility (SSRF) ist ein 2009 eröffnetes Synchrotron in Shanghai. In ihren Speicherring mit einem Umfang von 432 m werden Elektronen mit einer Energie von 3,5 Gigaelektronenvolt (GeV) injiziert. Gegenwärtig ist die SSRF noch im Aufbau und es können an 14 Beamlines Experimente mit Synchrotronstrahlung durchgeführt werden (Stand Dezember 2016). Der Schwerpunkt liegt auf Röntgenbeugung mit Photonenenergien von 250 eV bis 72 keV. Nach Fertigstellung wird es ungefähr 60 Messstationen geben.